# Laetiacantha
Laetiacantha is een geslacht van kevers uit de familie bladkevers (Chrysomelidae).
De wetenschappelijke naam van het geslacht werd in 1921 gepubliceerd door Laboissiere.

## Soorten
- Laetiacantha distincta (Gahan, 1893)
- Laetiacantha elegans Laboissiere, 1923
- Laetiacantha ruficollis Laboissiere, 1921
- Laetiacantha subsudanica (Weise, 1907)
- Laetiacantha zavattarii Laboissiere, 1938